# Бутрева
Бутрева (болг. Бутрева) — село в Болгарии. Находится в Пазарджикской области, входит в общину Велинград. Население составляет 178 человек.

## Политическая ситуация
Бутрева подчиняется непосредственно общине и не имеет своего кмета.
Кмет (мэр) общины Велинград — Иван Георгиев Лебанов (независимый) по результатам выборов.